# 乌滕罗伊特
乌滕罗伊特是德国巴伐利亚州的一个市镇。总面积5.95平方公里，总人口4719人，其中男性2344人，女性2375人（2011年12月31日），人口密度793人/平方公里。

## 友好城市
- 法國 圣格雷瓜尔